# Lelio Bonin Longare
Lelio Bonin Longare (Montecchio Precalcino, 12 luglio 1859 – Roma, 22 dicembre 1933) è stato un diplomatico e politico italiano.

## Biografia
Figlio di Lodovico e di Maria Nievo, sposò il 4 agosto 1897 a Roma Anna Bruschi Falgari. Conseguì la laurea in giurisprudenza presso l'Università di Padova il 3 luglio del 1880.
Nel 1884, in seguito ad esame di concorso fu ammesso alla carriera diplomatica e il 17 agosto fu destinato a Vienna in qualità di addetto.
Nel 1887 venne trasferito a Parigi e il 20 dicembre 1889. Nell'aprile del 1892 fu destinato a Parigi e nel maggio dello stesso anno fu nominato membro della commissione per gli esami di lingue straniere agli addetti onorari. 
Fu eletto deputato nelle legislature dalla XVIII alla XXI per il collegio di Marostica e l'11 marzo 1896 fu nominato sottosegretario di Stato al ministero degli esteri. Nel mese di febbraio del 1896 fu nominato plenipotenziario alla conferenza internazionale sanitaria in Venezia, successivamente divenne presidente alla conferenza stessa. Il 21 gennaio del 1904 fu riammesso in servizio con il grado di inviato straordinario e ministro plenipotenziario di 2ª classe e fu destinato a Bruxelles. Il 20 maggio 1910 fu destinato a Madrid con credenziali di ambasciatore straordinario e ministro plenipotenziario e l'anno dopo fu confermato inviato straordinario e ministro plenipotenziario di 1ª classe. Il 30 dicembre 1914 fu nominato senatore. Tra il 1917 e il 1921 fu ambasciatore a Parigi.